# Bratislav Živković
Bratislav Živković (* 28. November 1970 in Leskovac) ist ein ehemaliger serbischer Fußballspieler, er spielte auf der Position eines Mittelfeldspielers.

## Spielerkarriere
Bratislav Živković begann seine Karriere beim FK Roter Stern Belgrad, hier blieb er vier Spielzeiten. In dieser Zeit konnte er einen Meistertitel und drei Pokalsiege gewinnen. Zur Saison 1998/99 wechselte er dann erstmals ins Ausland zum italienischen Serie-A-Verein Sampdoria Genua. In seiner ersten Spielzeit kam er nur selten zum Einsatz, am Ende der Saison stieg Sampdoria in die Serie B ab. Živković blieb dem Verein treu, und kam nun regelmäßig zum Einsatz. In der Saison 2000/01 gehörte der Serbe dann zur Stammformation, auch die zwei folgenden Spielzeiten kam er häufig zum Einsatz. Am Ende der Saison 2002/03 belegte Sampdoria einen Aufstiegsplatz und kehrte somit in die Serie A zurück. Trotzdem beendete Živković in der Folge seine Karriere.

## Vereine
- FK Roter Stern Belgrad Prva liga 1994/95 25 Spiele – 2 Tore
- FK Roter Stern Belgrad Prva liga 1995/96 27 Spiele – 1 Tor
- FK Roter Stern Belgrad Prva liga 1996/97 18 Spiele – 2 Tore
- FK Roter Stern Belgrad Prva liga 1997/98 29 Spiele – 0 Tore
- Sampdoria Genua Serie A 1998/99 4 Spiele – 0 Tore
- Sampdoria Genua Serie B 1999/00 17 Spiele – 0 Tore
- Sampdoria Genua Serie B 2000/01 29 Spiele – 1 Tore
- Sampdoria Genua Serie B 2001/02 24 Spiele – 1 Tore
- Sampdoria Genua Serie B 2002/03 23 Spiele – 2 Tore

## Zusammenfassung
- Serie A 4 Spiele – 0 Tore
- Prva liga 99 Spiele – 5 Tore
- Serie B 93 Spiele – 4 Tore

Total: 196 Spiele – 9 Tore

## Erfolge
- 1 × Jugoslawischer Fußball-Meister mit FK Roter Stern Belgrad (1995)
- 3 × Jugoslawischer Pokalsieger mit FK Roter Stern Belgrad (1995, 1996 und 1997)

| Personendaten    | Personendaten             |
| ---------------- | ------------------------- |
| NAME             | Živković, Bratislav       |
| KURZBESCHREIBUNG | serbischer Fußballspieler |
| GEBURTSDATUM     | 28. November 1970         |
| GEBURTSORT       | Leskovac, Serbien         |